# Diši duboko
Diši duboko (en serbio: Диши дубоко) es una película serbia de 2004, dirigida por Dragan Marinković y escrita por Hajdana Baletić. Este drama fue promocionado como el "primer largometraje LGBT serbio", aunque la propia escritora enfatiza que trata más sobre la brecha generacional en la familia moderna. Se estrenó el 8 de noviembre de 2004 en el Centro Sava de Belgrado.

## Lema
El discurso de apertura cita al comediante estadounidense George Carlin: 
"...Y recuerda siempre: la vida no se mide por la cantidad de veces que respiramos, sino por los momentos que nos quitan el aliento..."

## Argumento
La historia comienza en una cena familiar donde Saša (Ana Franić), una estudiante descontenta de la Facultad de Derecho de Belgrado, que sigue viviendo en su casa mientras sale con el entrenador de waterpolo Stefan (Branislav Tomašević), informa a sus padres sobre la decisión que ha tomado de mudarse a Canadá, siguiendo a su novio que ya había aceptado una oferta de trabajo para entrenar waterpolo allí. Los padres, que pensaban que la joven pareja estaba a punto de anunciar su intención de casarse, difícilmente pueden ocultar su conmoción y decepción por lo inesperado de la situación. El padre de Saša, Miloš (Bogdan Diklić), un juez conservador, no está particularmente contento con el hecho de que ella deje sus estudios. Saša también les cuenta que se va a mudar con Stefan de inmediato, incluso antes de que se procese su solicitud de visa. La joven pareja deja la cena un poco enfadada.
Mientras conducen de regreso al apartamento de Stefan, tienen un accidente con el coche. Afortunadamente, ambos sobreviven: Saša solo con rasguños y Stefan con lesiones menores en la cabeza y las piernas que requieren hospitalización. En el hospital, Saša conoce a Lana (Jelena Đokić), la hermana de Stefan, una encantadora fotógrafa residente en París que ha venido a Belgrado para cuidar de su hermano herido. Mientras Saša es dada de alta del hospital el mismo día que se despierta, Stefan permanece ingresado unas semanas más.
Mientras se recupera, su hermana Lana parece haber olvidado la intención original de su llegada a Serbia y pasa todo su tiempo con Saša, quien inicialmente encuentra a Lana muy irritante, es después seducida lentamente por ella y pasa por los estados de la ira, la negación, la aceptación y finalmente la salida del armario en el plazo de unos pocos días.
Sus padres, ocupados con su propia separación y divorcio, no se dan cuenta de inmediato de la confusión de la vida amorosa de su hija; más concretamente, se lo tienen que decir. Ambos reaccionan de manera muy diferente. La madre (Mira Furlan), que acaba de darse cuenta de que la vida no debe desperdiciarse en compromisos sino vivirse al máximo, está muy feliz de que su hija finalmente haya encontrado su verdadero amor. Por otro lado, el padre de Saša, que trata de mantener unida a su familia a toda costa, se vuelve muy inestable y enfadado tras escuchar estas noticias, que para él representan la última gota.
Liberando toda su ira reprimida, hace que Lana sea seguida y arrestada una noche por una infracción de tráfico, lo que se traduce en un cambio de la personalidad de Lana: de una chica alegre pero un poco superficial y desconsiderada, se convierte en una pesimista aplastada decidida a escapar de su situación problemática. Se enfrenta a Stefan y rompe con Saša diciéndole que "fue un sueño agradable" y que "quiere que se vuelva a enamorar", sugiriendo que ella misma no podría volver a amar. Ella se va a París y las cosas finalmente funcionan para Stefan, quien se va a Canadá con una enfermera del hospital, y también para la madre de Saša, quien se muda a Viena con su nuevo esposo y su pequeña hijastra. El padre de Saša muere por las consecuencias de su afección cardíaca y Saša se queda completamente sola y parada en un mundo en donde todos los demás parecen ir a distintos sitios, aunque en diferentes direcciones.
El espectador se queda con una clara sensación de "tramas detrás de la trama", es decir, hay varias historias de la vida de los protagonistas, que están implícitas pero no del todo resueltas. Esos son por ejemplo: la historia sobre la infancia de Stefan y Lana y su relación en general; la historia sobre la juventud y el matrimonio del padre de Saša; la relación entre el padre de Saša y su asistente; y lo más importante: qué sucedió esa noche en prisión y por qué Lana decidió abandonar la lucha tan rápido. Aunque pueda parecer como un fallo de escena, en realidad lo complementa (excepto, tal vez, la falta de claridad del cambio de opinión de Lana).

## Elenco
- Ana Franić como Saša
- Jelena Đokić como Lana
- Mira Furlan como Lila
- Bogdan Diklić como Miloš
- Branislav Tomašević como Stefan
- Nikola Đuričko como Bojan
- Goran Šušljik como Siniša
- Ana Sakić como Ines
- Bojan Dimitrijević como Zoran
- Jelena Helc como jefa de las enfermeras
- Tatjana Torbica como enfermera
- Danijela Mihailović sr como la señora de la limpieza
- Mihajlo Bata Paskaljević como el abuelo
- Petar Kralj como médico
- Milan Marić como Miki

## Banda sonora
La canción más popular de la película es una composición "Ja te sanjam" (Sueño contigo), de Vladan Marković e interpretada por Jovana Nikolić.